# Иркутское адмиралтейство
Ирку́тское адмиралте́йство — c увеличением в начале царствования императора Александра I российских политических и торговых интересов на Дальнем Востоке в связи с усилившейся колонизацией в Охотский край и Камчатку и успехами в торговле Российско-Американской компании правительство нашло необходимым основать в Охотске военный и торговый порт, для чего в 1802 году был командирован вице-адмирал Иван Константинович Фомин.
Ввиду того, что устройство порта в пустынном месте было сопряжено с большими трудностями, Фомин решил основать в Иркутске вспомогательный пункт, где происходила бы заготовка и сбор для порта всего нужного. Иркутск являлся в то время почти единственным промышленным пунктом Восточной Сибири; здесь в 1803 году на реке Иде было основано Иркутское адмиралтейство, хотя постройкой судов оно и не занималось. Здесь изготовлялись для Охотской флотилии канаты, кораблестроительные материалы, якоря, имелся прядильный завод, смоловарни, пеньковые магазины и пр. Заведование адмиралтейством находилось в ведении флотского офицера, который являлся и начальником нескольких судов Байкальской флотилии, существовавших для перевозки почты, пассажиров и преследования местных пиратов, занимавшихся грабежом побережий. Адмиралтейство заготовляло все нужное для Охотска и доставляло по мере надобности сухопутным путём.
С ноября 1822 по ноябрь 1823 года начальником Иркутского адмиралтейства был капитан 2 ранга Александр Степанович Вальронт. В 1824 году адмиралтейство было перенесено на реку Ангару, более судоходную, и здесь для местных нужд было выстроено несколько речных судов для почтовой и транспортной службы.
С 1832 года начальником Иркутского адмиралтейства был назначен Николай Викулович Головнин (1797—1850).  В 1839 году, когда Охотский порт развился, Иркутский порт был признан излишним и упразднён; Байкальская флотилия передана в ведение местного начальства.

## Руководство
1. Бабаев Д.И. лейтенант; в 1802 году (точно), другие годы — ?
2. Гагемейстер, Леонтий Андрианович (1812—1815)
3. Кутыгин, Матвей Иванович (1815—1822)
4. Вальронт, Александр Степанович (1822—1823)
5. Головнин, Николай Викулович (1832—1843)[2]
6. П. М. Транковский (с 1843)